# Hristijan Mickoski

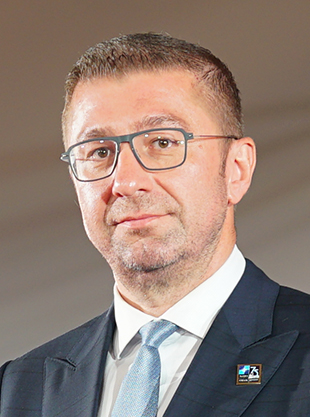
Hristijan Mickoski (2024)

Hristijan Mickoski (mazedonisch Христијан Мицкоски; * 29. September 1977 in Skopje, Sozialistische Föderative Republik Jugoslawien) ist ein nordmazedonischer Politiker, Professor und derzeitiger Vorsitzender der christdemokratisch-konservativen Partei VMRO-DPMNE. Seit dem 23. Juni 2024 ist er der Ministerpräsident von Nordmazedonien.

## Leben
Hristijan Mickoski wurde 1977 in Skopje, Sozialistische Republik Mazedonien, geboren. Er ist der Sohn des Maschinenbau-Professors Ivan Mickoski. Hristijan Mickoski ist Absolvent der Fakultät für Maschinenbau an der Universität Skopje. Im Zeitraum zwischen 2001 und 2002 absolvierte er einen Studienaufenthalt an der Universität Perugia und der Universität Siena in Italien. Im Jahr 2003 erhielt er zum Abschluss seines Aufbaustudiums an der Fakultät für Maschinenbau in Skopje den Master-Abschluss in Ingenieurwissenschaften. Im Zeitraum 2005–2008 absolvierte er Studienaufenthalte an den Universitäten Ilmenau und Aachen, wo er am experimentellen Teil seiner Doktorarbeit arbeitete. 2009 verteidigte er schließlich seine Doktorarbeit an der Universität Skopje mit dem Titel „Steuerung manipulativer Roboter mithilfe von Fuzzylogik“.
Nach Abschluss seines Masterstudiums war Hristijan Mickoski von 2014 bis 2019 außerordentlicher Professor an der Fakultät für Maschinenbau in Skopje, wo er schließlich im Dezember 2019 zum ordentlichen Professor gewählt wurde. Zwischen 2015 und 2017 war er Energieberater der mazedonischen Premierminister Nikola Gruevski und Emil Dimitriev. Im Jahr 2016 wurde er zum Vorstandsvorsitzenden und Generaldirektor der „Kraftwerke Mazedoniens“ (mazedonisch: Електрани на Македонија) ernannt.

### Vorsitzender von VMRO-DPMNE
Im Juli 2017 wurde er Generalsekretär der VMRO-DPMNE. Nach dem Rücktritt von Nikola Gruevski wurde Mickoski im Dezember 2017 neuer Vorsitzender der VMRO-DPMNE und damit Oppositionsführer im Land. Mickoski erklärte, dass er und seine Partei einen EU-Beitritt anstreben und die NATO-Mitgliedschaft unterstützen, allerdings werde man bei nationalen Fragen nicht kapitulieren. So lehnt Mickoski die 2018 beschlossene Änderung des Staatsnamens Mazedonien zu Nordmazedonien ab. Daher stießen seine Pro-EU- und Pro-NATO-Ausrichtungen bei einigen politischen Beobachtern auf Zweifel. Mickoski unterhält enge Beziehungen zu den ungarischen und serbischen Präsidenten Orban und Vučić. Er und die von ihm geführte Partei wurden im Jahr 2022 zu einem der Hauptteilnehmer der landesweiten Proteste gegen den französischen Vorschlag zur Aufnahme des Verhandlungsprozesses zwischen Nordmazedonien und der EU. Eine angestrebte Verfassungsänderung, durch die die bulgarische Minderheit in der Verfassung erwähnt werden sollte, scheiterte an der von Mickoski angeführten Opposition, die notwendige Zweidrittelmehrheit kam nicht zustande. Er bezeichnet den französischen Vorschlag als бугарски диктат bulgarischer Diktat und lehnt diesen ab.

Nach der vorgezogenen Parlamentswahl am 8. Mai 2024 wurde VMRO-DPMNE erneut stärkste Kraft im Nordmazedonien, verfehlte aber knapp die absolute Mehrheit der Sitze. Am 23. Juni 2024 wurde Mickoski vom Parlament zum neuen Ministerpräsidenten Nordmazedoniens gewählt. Er führt eine Koalition mit dem Parteien VLEN und ZNAM an, die über 77 der 120 Sitze im Parlament verfügt. In seiner Antrittsrede erklärte er erneut, dass er die Verfassungsänderung gemäß des französischen Vorschlags ablehnt und stellte klar, dass: 

„ein solches bulgarisches Diktat ..., während ich Premierminister bin, nicht verabschiedet wird.“

Kurz darauf bekräftigte er seinen Willen, als Alternativlösung den Freundschafts- und Nachbarschaftsvertrag mit Bulgarien zu ändern, forderte von der EU, diesbezüglich Druck auf Bulgarien auszuüben und bezog sich auf eine in Bulgarien lebende mazedonische Minderheit. Die US-Botschafterin Angela P. Aggeler sowie der EU-Botschafter David Geer lehnten dieses jedoch ab und wiesen auf den französischen Vorschlag hin.

### Kontroversen
Nach Angaben der Nachrichtenagentur Makfax hat Hristijan Mickoski im Jahr 1999 für den Vorsitz der konkurrierenden Liberaldemokratischen Partei Mazedoniens (SSUKM) kandidiert. Diese Information wurden von einigen unzufriedenen Parteimitgliedern präsentiert, als er im Juli 2017 zum Vorsitzenden der VMRO-DPMNE gewählt wurde. Einige Mitglieder warfen ihm zudem vor, erst seit 2010 Mitglied der Partei gewesen zu sein.